# Сеннан (уезд)
Сеннан (яп. 泉南郡 сэннан-гун) — уезд, расположенный в префектуре Осака, Япония.
По оценкам на 1 апреля 2017 года, население составляет 68,295 человек, площадь 42.04 км², плотность 948 человек / км².

Расположение уезда Сеннан в префектуре Осака.

В своё время главный офис компании Peach Aviation располагался на территории международного аэропорта Кансай и в Тадзири, в районе Сеннан.
Уезд был образован в 1896 году, на тот момент в него входило 3 села (町) и 40 деревень.

## Посёлки и сёла
- Куматори
- Мисаки
- Тадзири